# Valdemar Cristián de Schleswig-Holstein

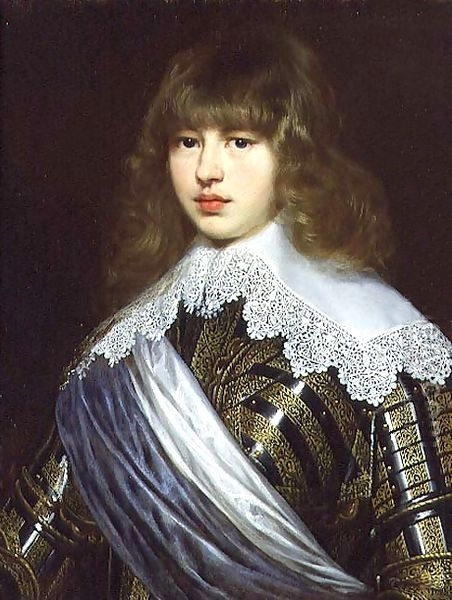
Valdemar Cristián de Dinamarca. Retrato de Justus Sustermans. Palacio Pitti (Florencia).

Valdemar Cristián de Schleswig-Holstein (Hillerød, 26 de junio de 1622-Lubin, 29 de febrero de 1656) fue un noble danés, hijo del rey Cristián IV y la segunda esposa de éste, Kirsten Munk. Al ser hijo de un matrimonio morganático, no tuvo título de príncipe, y en vez de ello recibió el de duque de Schleswig-Holstein.

## Biografía
Valdemar Cristián nació en el castillo de Frederiksborg, y sus primeros años los pasó en el antiguo monasterio de Dalum, la casa de su abuela materna, Ellen Marsvin.
Su padre, el rey Cristián IV, tuvo contactos con el zar Miguel I de Rusia para arreglar un matrimonio entre Valdemar Cristián e Irina, la hija del zar. En 1643, el joven viajó a Rusia para casarse con su prometida. El zar le exigió convertirse a la fe ortodoxa, algo a lo que Valdemar Cristián se negó. Por ello fue encarcelado y permaneció en prisión hasta 1645, una vez que el zar había fallecido.
Regresó entonces a Dinamarca, pero ahí sostuvo conflictos con su medio hermano mayor, Federico III, que se prolongaron una vez que éste heredó el trono. Desde 1655 entró a servir en el ejército de Suecia bajo las órdenes del rey Carlos X Gustavo, y moriría en batalla en Polonia, a los 33 años de edad, durante la invasión sueca a ese país.
El castillo de Valdemar, en Tåsinge, fue una herencia de su padre.